# Solenopsis nitens
Solenopsis nitens är en myrart som beskrevs av Charles Thomas Bingham 1903. Solenopsis nitens ingår i släktet eldmyror, och familjen myror. Inga underarter finns listade i Catalogue of Life.